# XXXXVII Korpus Pancerny (III Rzesza)
XXXXVII Korpus Pancerny (niem. XXXXVII. Panzerkorps) – jeden z niemieckich korpusów pancernych, uczestniczył  w ataku na Związek Radziecki oraz w bitwie pod Falaise i ofensywie w Ardenach.
Jednostka została sformowana 20 czerwca 1940 roku, jako XXXXVII Korpus Zmotoryzowany. Następnie została przemianowana na XXXXVII Korpus Pancerny. Korpus  uczestniczył w 1941 roku w ataku na Związek Radziecki, gdzie walczył przeciw Armii Czerwonej aż do 1944 roku. W czasie walk na terytorium ZSRR korpusem dowodził m.in. gen. Joachim Lemelsen. Następnie XXXXVII KPanc. został przeniesiony na front zachodni gdzie brał udział bitwie pod Falaise i ofensywie w Ardenach. Zniszczony został przez wojska alianckie w kwietniu 1945 roku.

## Dowódcy korpusu
- gen. Joachim Lemelsen od 21.06.1942
- gen. Heinrich Eberbach od 14.10.1943:
- gen. Joachim Lemelsen od 22.10.1943
- gen. płk Erhard Raus od 4.11.1943
- gen. Rudolf von Bünau od 25.11.1943
- gen. Nikolaus von Vormann od 31.12.1943
- gen. Hans Freiherr von Funck od 4.03.1944
- gen. Heinrich Freiherr von Lüttwitz od 4.09.1944[3]

## Struktura organizacyjna
Skład w 1943 roku:
- 106 Dywizja Piechoty
- 167 Dywizja Piechoty
- 262 Dywizja Piechoty
- 282 Dywizja Piechoty
- 320 Dywizja Piechoty
- 389 Dywizja Piechoty